# Астраханська консерваторія
Астраханська державна консерваторія (рос. Астраханская государственная консерватория) — державний вищий музичний навчальний заклад, розташований в Астрахані.

## Історія
Астраханська консерваторія була відкрита в 1969 році, першим ректором був Ушкарьов Анатолій Федорович. Важливу роль в його створенні зіграли професор Етінгер, композитор О. М. Холмінов та М. П. Максакова. У 1971 році консерваторію очолює В. С. Кузнєцов.
В 1974 році був здійснений перший випуск студентів. В 1975 році встановлений орган. В 1992 році був створений квартет «Скіф». Концерти квартету записані на компакт-дисках.
1994 рік став роком створення камерного хору «Лік». У різноманітному концертному репертуарі колективу народні пісні, російська, зарубіжна музика, пісенно-хорове творчість сучасних композиторів, вокально-хорова музика астраханських авторів.
В 1996 році створюється фортепіанний квінтет «Концертіно» (художній керівник в.о.професора М. А. Безцінна) — лауреат Всеросійського конкурсу-фестивалю камерних ансамблів. В 1997 році формується ансамбль «Ретро» (художній керівник — В. Сміховський)
В 1998 році відкривається аспірантура. В наш час[коли?] на чолі консерваторії — заслужений артист РФ, професор, колишній випускник О. В. Мостіканов, обраний на цей пост колективом в 2003 році.

## Кафедри
- Кафедра спеціального фортепіано
- Кафедра струнних інструментів
- Кафедра духових інструментів
- Кафедра народних інструментів
- Кафедра сольного співу оперної підготовки
- Кафедра хорового диригування
- Кафедра теорії та історії музики
- Кафедра камерного ансамблю та концертмейстерської підготовки
- Кафедра фортепіано
- Кафедра загальних гуманітарних дисциплін